# IAI Lavi
El IAI Lavi (en hebreo: לביא, traducido «León») fue un avión de combate israelí desarrollado en la década de 1980 por la aeronáutica Israel Aircraft Industries, en colaboración con varias empresas tecnológicas israelíes. El programa, destacado por su coste multimillonario y su alta tecnología, tuvo como objetivo construir un cazabombardero que reemplazara al IAI Kfir como el caza principal del estado judío. Sin embargo, el proyecto fue abandonado tras una votación dramática de la Knéset y una gran polémica ciudadana debido principalmente a la presión de Estados Unidos y a motivos de financiación (aunque expertos aseguran que, de haber continuado, se habría encontrado tal financiación).
La presión política y lobismo estadounidense contra el programa israelí se debió a que supondría una importante competencia con las exportaciones de la industria del país norteamericano, además del claro intento por parte del Gobierno estadounidense de favorecer la venta del caza F-16 Fighting Falcon a Israel, situación que finalmente se concretó vendiendo una gran cantidad de estos últimos en versiones que permitían la implementación de tecnologías desarrolladas para el Lavi (muy innovadoras para la época), en el avión de Lockheed Martin.
Únicamente dos de los prototipos de pruebas del Lavi existen en la actualidad: uno está en exposición en el Museo de la Fuerza Aérea de Israel y el otro —el Lavi TD (Technology Demonstrator, ‘Demostrador de tecnología’)—, se puede todavía ver en las dependencias de la empresa IAI en el Aeropuerto Internacional Ben Gurión.

## Historia

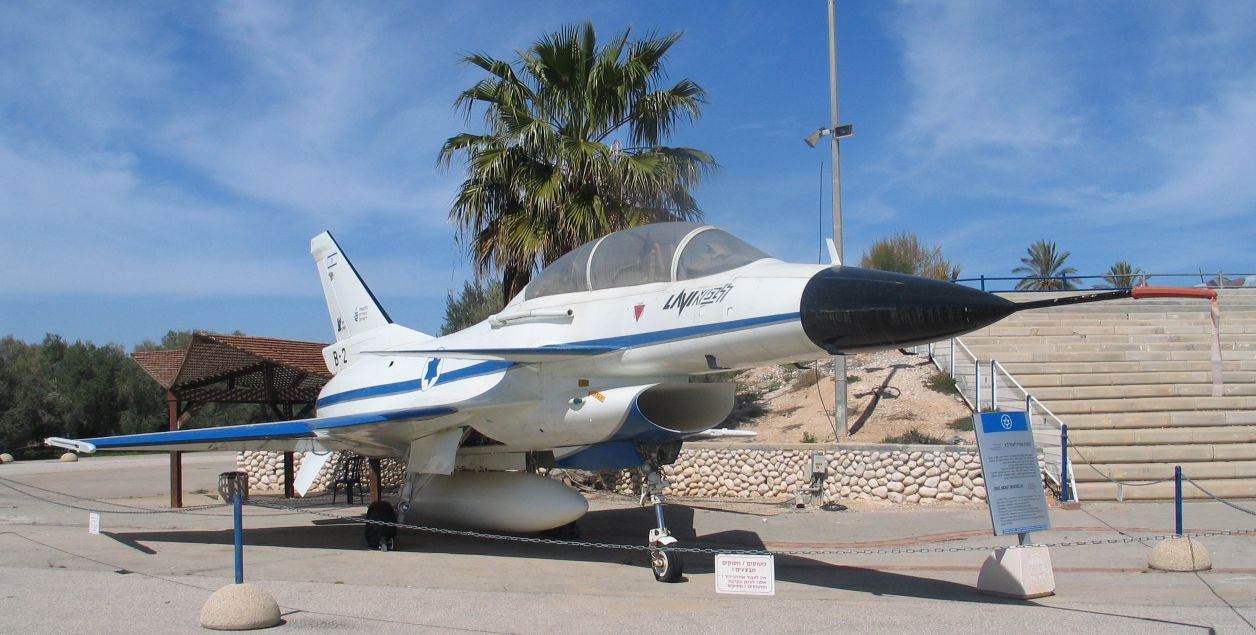
Prototipo IAI Lavi B-2.

Durante los años cincuenta y sesenta, la Fuerza Aérea de Israel (FAI) se basó en Francia como el principal proveedor para la compra de nuevos aviones de combate, pero después de la Guerra de los Seis Días (5 a 10 de junio de 1967), Francia se negó a entregar los Dassault Mirage 50 que Israel había solicitado y pagado por adelantado, por lo que Israel decidió desarrollar sus propias aeronaves de combate. 
El primer intento por fabricar su propio avión de combate permitió que la Israel Aircraft Industries diseñara el caza IAI Kfir (IAI) Kfir (León), un caza de combate para supremacía aérea que también podía participar en misiones de ataque como un moderno caza polivalente. Estaba desarrollado a partir del caza francés Mirage 5, de los cuales se fabricaron un total de 212 aviones de combate. 
Para poder reemplazar en forma programada el caza Kfir, Israel desarrolló el programa experimental para la construcción de un nuevo caza nacional más potente y maniobrable: el Lavi (Joven León). 
Israel ha participado en muchas guerras desde su fundación, más que cualquier otra nación, lo que ha generado que los pilotos israelíes desarrollen mucha experiencia en el combate aéreo cercano dogfight, y más probabilidades de saber exactamente lo que quieren en un combate aéreo moderno. 
Dentro de los obstáculos señalados por los pilotos en los modernos aviones de combate supersónicos, destacan el de tener mayor accesibilidad a las funciones de comando de la nave y mayor maniobrabilidad. Por esto, cuando en 1979 el programa del caza nacional Lavi se anunció, un gran interés fue despertado entre los pilotos de combate por estas razones. 
El programa de diseño del caza nacional Lavi se puso en marcha en febrero de 1980 como un avión de combate tipo multi-rol totalmente concebido, desde su inicio, como un caza polivalente de diseño Multipropósito, pues puede atacar y defender. 
El moderno caza Lavi estaba destinado principalmente al apoyo aéreo cercano (CAS) de otros aviones caza, así como a la interdicción aérea del campo de batalla (BAI) con una misión secundaria de defensa aérea, de las bases aéreas y de aeropuertos militares. 
La versión de dos asientos biplaza con el piloto y copiloto sentados en tándem, uno delante del otro en asientos de eyección, podría ser utilizado como un entrenador de pilotos de conversión de la academia de vuelo a nuevos aviones supersónicos, y para apoyar también a todos los aviones caza del "Ala de combate" en el combate aéreo contra otros aviones caza. 
Como se concibió originalmente, el caza Lavi sería un avión de ataque ligero para sustituir a las cazas anteriores en el inventario de la Fuerza Aérea de Israel, como el caza subsónico Douglas A-4 Skyhawk, el caza supersónico McDonnell Douglas F-4 Phantom II y al caza ligero IAI Kfir, permaneciendo este avión en servicio con la IDF / AF como un caza de apoyo y reserva. 

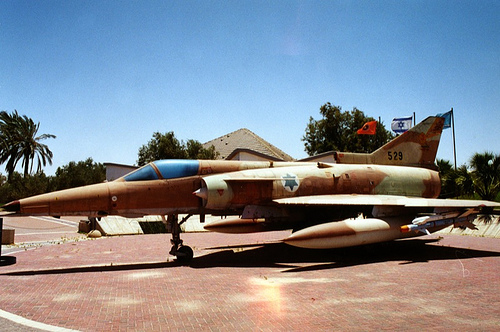
Kfir C.7 que sería reemplazado por el Lavi en la Fuerza Aérea Israelí.

Muy pronto se consideró que diseñar un nuevo caza ligero monoplaza propulsado por un motor turbofán (el modelo General Electric F404) no daba margen para el crecimiento futuro, por lo que un motor alternativo fue elegido, siendo este el mucho más potente Pratt & Whitney modelo PW1120. 
Con la potencia extra que ofrecía el nuevo motor se presentaron demandas de mayor capacidad, hasta que el caza de ala en delta Lavi comenzó a competir con el caza F-16, que ya estaba en servicio en las FDI / AF y que se estaba recibiendo en forma programada. 
El desarrollo a gran escala (FSD) del nuevo Lavi comenzó en octubre de 1982. Originalmente, el máximo peso de despegue se proyectó hasta 17.000 kg, pero los estudios demostraron que con sólo algunos cambios de diseño, y por lo tanto, un ligero aumento de peso, el Lavi podría llevar más armamento, para convertirse en una caza de peso medio. 
El pedido de construcción fue tratado de mantenerse al mismo nivel que el caza ligero Kfir, con un estudio prospectivo de las FDI / AF para un requisito máximo de 300 aviones (incluyendo 60 con la capacidad de combate de dos plazas) y con la posibilidad de ofrecerlo para su exportación en el futuro.
En el desarrollo a gran escala (FSD) participaron cinco prototipos B de los cuales B-01 y B-02 eran de dos plazas y los tres restantes monoplazas B-03, B-04 y B-05. Una maqueta a escala completa del Lavi fue revelada a principios de 1985. 
El primer prototipo de pruebas de vuelo, el Lavi (B-01), voló el 31 de diciembre de 1986 pilotado por el jefe del equipo de pruebas del consorcio IAI, el piloto de pruebas Schmul Menajem. El performance de vuelo se describió como excelente, con un alto grado de estabilidad en aterrizajes con viento cruzado, alta maniobrabilidad por su diseño de combinación delta-canard y el programa de pruebas de vuelo procedió. El segundo Lavi (B-02) voló el 30 de marzo de 1987. Ambos Lavi B-01 y Lavi B-02 fueron diseñados con la cabina en tándem de dos plazas, pero con la cabina trasera ocupada por el equipo de prueba de los comandos de vuelo por cables Fly-by-wire y las computadoras en el espacio del asiento eyector del copiloto.

## Estructura del IAI Lavi
Avión de combate monoturbina tipo caza polivalente, diseñado desde su inicio como un avión de ala en delta con alerones delanteros de tipo canard, para lograr alta maniobrabilidad y tener un mejor performance de vuelo, a media y baja altitud, donde el aire es más denso, húmedo y pesado, para misiones de ataque a tierra y ataque naval, con modernos sistemas de control asistidos por computadora, para vuelo Digital por cable Fly-by-wire. 
Adelantando las superficies de control horizontal para convertirse en un avión de combate del tipo delta-canard, usando la combinación del ala en delta con las aletas de tipo canard, para lograr que el borde de ataque de las alas principales pueda permanecer tras la onda de choque a velocidad supersónica, generada por la punta del avión, con la combinación de una mayor maniobrabilidad y giros cerrados de hasta 9 g por el movimiento de los canard, que cambian el flujo de aire sobre las alas principales, logrando obtener mayor inestabilidad, que se convierte en mayor maniobrabilidad de la nave a alta velocidad, ofrecen mayor espacio para transportar combustible dentro de las alas principales y una estructura alar más resistente, que se conecta a lo largo del fuselaje central de la nave, para aumentar su vida operativa y ahorrar gastos de mantenimiento avanzado.
El avanzado diseño de la combinación delta-canard logra que el avión se pueda elevar, sin afectar el impulso general, las aletas horizontales canard levantan el morro, aumentando el impulso de la nave y la capacidad de sustentación, para transportar más carga de armas y combustible, el efecto se produce porque las aletas canard recogen y direccionan, la corriente de aire sobre las alas principales, para tener mayor control de la nave en el momento del despegue y aterrizaje, que con superficies de control de tamaño más pequeño.

## Diseño y desarrollo
Considerado una versión mejorada del caza Lockheed Martin F-16 Fighting Falcon, pero con un diseño de ala en delta y alerones delanteros de tipo canard, sería fabricado por Israel para equipar a su Fuerza Aérea y volar, junto al nuevo caza pesado de superioridad aérea McDonnell Douglas F-15 Eagle, sería el avión de reemplazo programado para el caza nacional IAI Kfir de ala en delta derivado del diseño del caza francés Mirage 50.
Es un proyecto para construir un caza polivalente, avión de combate que puede atacar y defender, combatir contra otros aviones caza enemigos y realizar, misiones de penetración profunda para ataques de precisión en todo tipo de clima, vuelo nocturno, misiones de ataque naval y vuelos rasantes sobre el mar, con un buen performance de vuelo a media y baja altitud, por sus alerones delanteros de tipo canard que aumentan la superficie alar, la elevación y maniobrabilidad de la nave, superando en maniobras de combate a baja altitud y velocidad, al caza pesado McDonnell Douglas F-15 Eagle que estaba diseñado desde su inicio, como un caza de supremacía aérea para combatir contra otros aviones de combate, a gran altitud y velocidad supersónica.
Este nuevo diseño de vuelo, con la combinación delta-canard que ofrece alta maniobrabilidad y un mejor performance de vuelo, a media y baja altitud, donde el aire es más denso, pesado y húmedo, fue aplicado con éxito varios años después, por otros aviones caza fabricados en Europa, como el nuevo y sofisticado caza Dassault Rafale fabricado en forma independiente por Francia, el proyecto multinacional europeo Eurofighter Typhoon, el caza Saab 39 Gripen de Suecia, el diseño mejorado Atlas Cheetah de Sudáfrica y el nuevo caza fabricado totalmente en China, el moderno Chengdu J-10, considerado el nuevo surgimiento de este moderno caza, del que parece estar inspirado para su construcción.
La versión biplaza, estaba diseñada para el entrenamiento de pilotos y misiones de combate, en forma similar al diseño monoplaza, podría funcionar como un avión guía de ataque tipo Hawk-eye, de otros aviones caza del Ala de combate y participar también, en las misiones de combate contra otros aviones caza enemigos, operar como escolta del caza de superioridad aérea McDonnell Douglas F-15 Eagle y efectuar con éxito, misiones de ataque a tierra y ataque naval, en forma similar al afamado bombardero francés Dassault-Breguet Super Étendard que revolucionó el combate naval moderno, en la guerra de las Malvinas.

## Motor

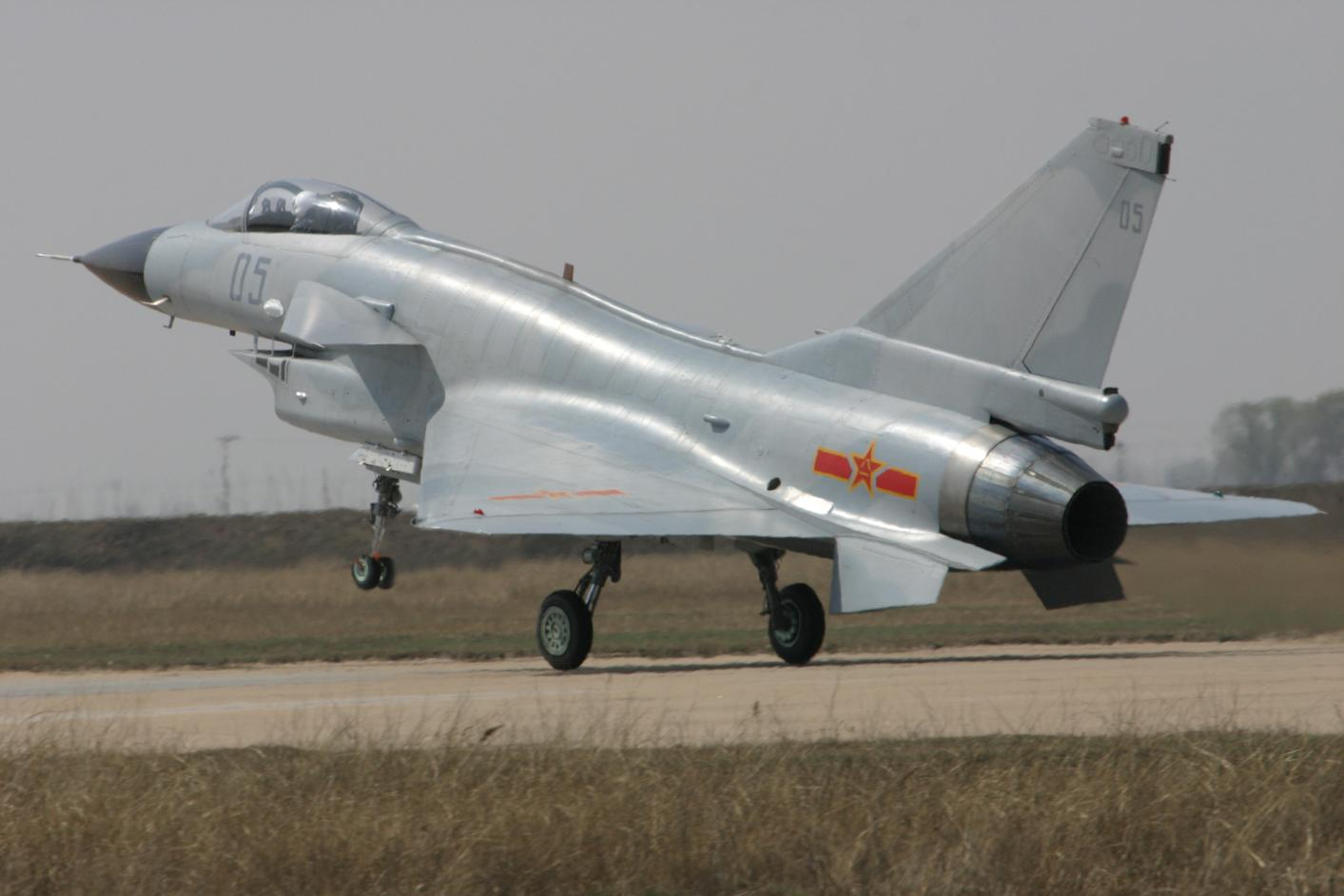
El Chengdu J-10 de China, considerado el heredero de la tecnología del proyecto IAI Lavi.

La planta motriz del IAI Lavi era el nuevo turborreactor Pratt & Whitney PW1120, un derivado del motor turbofán F100, equipado originalmente en el caza Lockheed Martin F-16 Fighting Falcon, que le daba al avión una propulsión de 6.137 kg., llegando a alcanzar los 9.337 kg de empuje en postcombustión. 
El desarrollo del nuevo motor turbofán, para equipar al nuevo caza de fabricación nacional IAI Lavi el más potente PW1120, de acuerdo a las peticiones de la Fuerza Aérea Israelí, especialmente diseñado para equipar al nuevo caza nacional, empezó en junio de 1980. El nuevo motor PW1120 compartía en un 70% las piezas con el motor original F100, por lo cual la IDF no necesitaría de gastos adicionales para el mantenimiento del motor y conseguir piezas de repuesto, por ser casi el mismo motor del caza F-16. 
El motor sería construido bajo licencia por Bet-Shemesh Engines Limited en Israel para equipar a todos los aviones de combate que serían construidos en el futuro, asignados a la Fuerza Aérea de Israel y para equipar los modelos de exportación, que buscarían reemplazar a los anteriores caza IAI Kfir de Israel, exportados con éxito a otros países y competir en el mercado, contra otros modelos de aviones de combate occidentales tipo Cuarta generación de cazas de reacción.
La tobera de ingreso de aire al motor, instalada bajo la cabina de mando en forma similar al caza occidental F-16, tenía un nuevo diseño que mejoraba el ingreso del flujo de aire al motor, aumentando su potencia a velocidades supersónicas, este diseño original inventado por los técnicos de Israel, también fue aplicado con éxito en el nuevo caza europeo Eurofighter Typhoon y en el reciente diseño del caza polivalente fabricado totalmente en China, el moderno Chengdu J-10 de diseño de combinación delta-canard, muy parecido al diseño original del caza IAI Lavi, del que parece estar inspirado para su construcción y considerado, el heredero de su avanzada tecnología.

## Aviónica

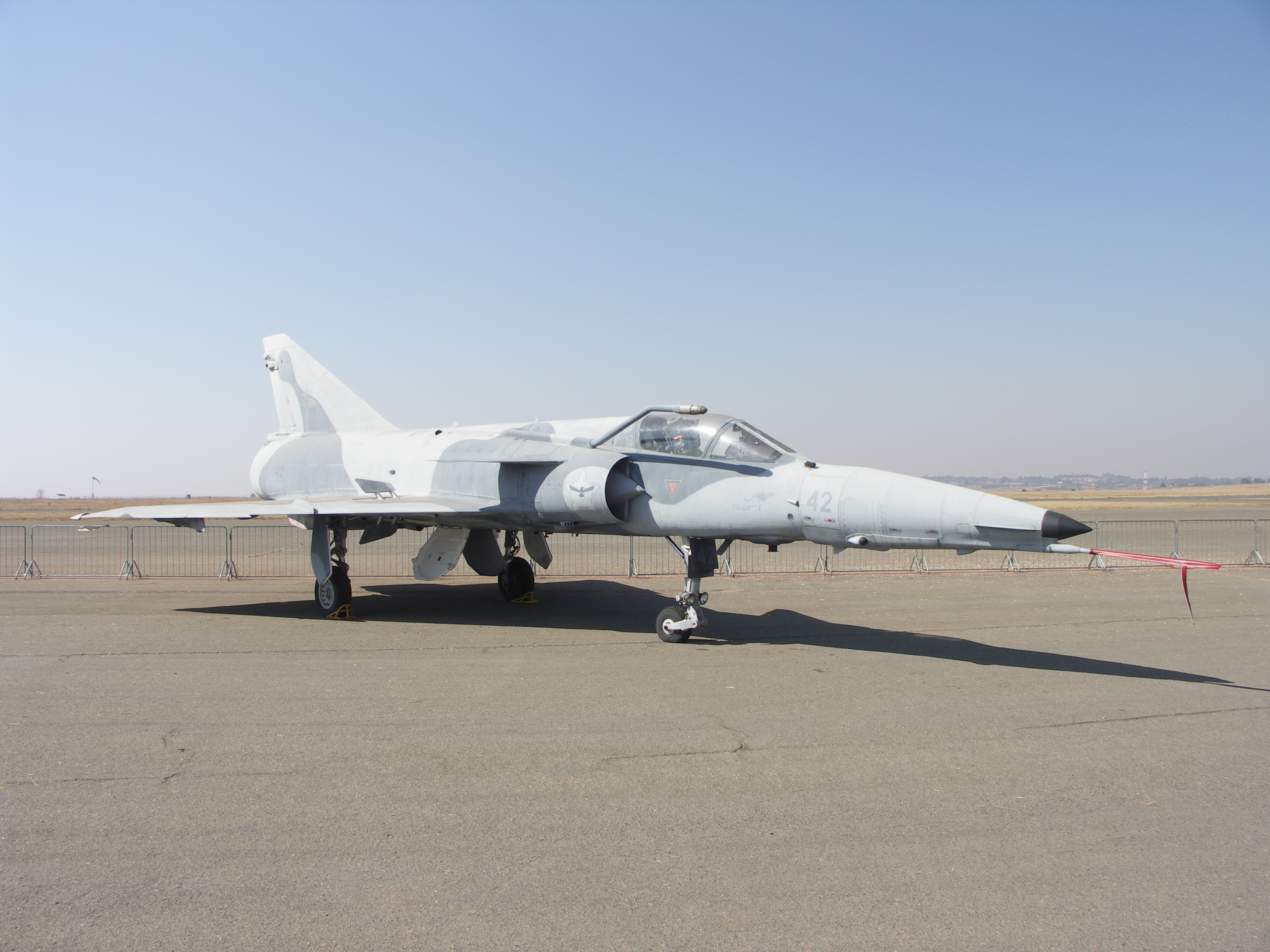
Cheetah, mucha de la tecnología del IAI Lavi se aplicó con éxito en otros aviones de combate

La moderna aviónica del caza nacional IAI Lavi fue diseñada desde el principio con características modulares, esto quiere decir, que los equipos electrónicos de la cabina de mando, podían ser modernizados y actualizados permanentemente, mediante la carga de nuevo software en el nuevo computador de misión Elbit ACE-4, al estilo de los computadores de vuelo modernos de los aviones caza de Cuarta generación de cazas de reacción. 
El propósito buscado con la instalación de este sistema de vuelo, era que la aeronave, de este modo, no necesitase de muchas modificaciones en su diseño, durante toda su vida operativa y se puedan aplicar fácilmente, nuevos planes de modernización y mejoras Up-grade en el futuro, para poder realizar misiones de ataque a tierra, ataque naval y combate contra otros aviones caza, con el mismo avión de combate. 
La aviónica del IAI Lavi era principalmente de origen israelí, la flexibilidad y la comodidad para el piloto, fue tomada en cuenta para reducir la dificultad del trabajo del piloto, en el momento del combate, cuando estuviese sometido a elevadas fuerzas G o durante el combate aéreo dogfight, para que las computadoras de vuelo puedan controlar el manejo del avión y evitar accidentes, pérdidas de sustentación y mejorar el performance de vuelo de la nave, a media y baja altitud operativa. 
La nave estaría controlada por un completo diseño de manejo de palanca de mando tipo Joystick, con diseño HOTAS, vuelo Digital por cables controlado por computadora Fly-by-wire, una moderna cabina con Pantallas planas y un moderno visor HUD Head-up display, de información completa al piloto sobre el panel de control. 
La mayoría de la aviónica del IAI Lavi, había sido probada en vuelo con éxito, primeramente en un Boeing 720 de la Fuerza Aérea Israelí, modificado y que hacía, las veces de banco de pruebas para el software de vuelo.
El proyecto del IAI Lavi y su moderno diseño, sirvió como prototipo de pruebas de vuelo y nueva tecnología, para desarrollar posteriormente, el nuevo caza polivalente de China, el Chengdu J-10, un avión muy similar con alas en delta y grandes alerones canard en la parte delantera, muchos técnicos de Israel trabajaron para poder desarrollar el software de vuelo por cables Fly-by-wire de este moderno caza, totalmente fabricado en China, disponible ahora para la venta a varios países de Asia y América del Sur, considerado como el nuevo surgimiento de este proyecto de la aviación de Israel.
Su moderna tecnología, también se aplicó para poder modernizar el caza Kfir y convertirlo en un moderno caza polivalente, que pueda competir con éxito en el mercado internacional de aviones de combate y fue vendido con éxito a Colombia, con la nueva designación Kfir C-10. Los técnicos que trabajaron en este proyecto de tecnología que estaba adelantado a su tiempo, también ayudaron a mejorar el caza Mirage III de Sudáfrica y convertirlo, en el nuevo y mejorado caza polivalente Atlas Cheetah comparable a un Cuarta generación de cazas de reacción que utiliza tecnología desarrollada para equipar al diseño original del IAI Lavi.

## Prototipos del IAI Lavi
Un total de 5 prototipos fueron fabricados, 4 de los cuales eran de la serie Lavi (solo dos de ellos llegaron a volar) y solo un Lavi TD.
| Número de serie | Aeronave                           | Primer vuelo             | Notas |
| --------------- | ---------------------------------- | ------------------------ | --- |
| B-1             | Israel Aircraft Industries Lavi    | 31 de diciembre de 1986  | Realizó 53 pruebas en vuelo. Fue vendido a la industria metalúrgica para su fundición en 1996.                                           |
| B-2             | Israel Aircraft Industries Lavi    | 30 de marzo de 1987      | Realizó un total de 28 prueban en vuelo. Está en exposición en el museo de la IDF/AF en Hatzerim.                                        |
| B-3             | Israel Aircraft Industries Lavi TD | 25 de septiembre de 1989 | El prototipo siguió volando hasta 1994. Se usó como banco de pruebas hasta 1998. En exposición en el Aeropuerto Internacional Ben Gurión |
| B-4             | Israel Aircraft Industries Lavi    | No fue completado        | Vendido a la industria metalúrgica para su fundición en 1996.                                                                            |
| B-5             | Israel Aircraft Industries Lavi    | No fue completado        | Vendido a la industria metalúrgica para su fundición en 1996.                                                                            |

## Especificaciones del IAI Lavi

### Características generales
- Tripulación: 1 (versión monoplaza) 2 (versión biplaza)
- Longitud: 14.57 m 47 ft 10 in
- Envergadura: 8.78 m 28 ft 10 in
- Altura: 4.78 m 15 ft 8 in
- Superficie alar: 33.0 m²355 ft²
- Peso vacío: 7,031 kg 15,500 lb
- Peso cargado: 9,991 kg 22,025 lb
- Peso máximo al despegue: 19,277 kg 42,500 lb
- Planta motriz: 1× turborreactor Pratt & Whitney PW1120.  
  - Empuje con postquemador: 91.5 kN 20.600 lbf de empuje.

### Rendimiento
- Velocidad máxima operativa (Vno): 1,965 km/h 1,220 mph
- Alcance: km
- Radio de acción: 3,700 km 2,300 mi
- Alcance en combate: km
- Alcance en ferry: km
- Techo de vuelo: 15,240 m 50,000 ft
- Régimen de ascenso: 254 m/s 50,000 ft/min
- Carga alar: 303.2 kg/m² 62.0 lb/ft²
- Empuje/peso: 0,94

### Armamento
- Armas de proyectiles: 1 x cañón DEFA de 30mm

### Aviónica
- Elbit ACE-4 (Ordenador de misión)
- Elta EL/M-2035 (Radar multimodo)
- Elbit SMS-86 (Sistema de gestión)

### Desarrollos relacionados
- Chengdu J-10
- Atlas Cheetah
- IAI Kfir

### Aeronaves similares
- Lockheed Martin F-16 Fighting Falcon
- Saab 37 Viggen
- Saab 39 Gripen
- Saab Gripen NG
- Dassault Mirage 2000
- Dassault Mirage 4000
- Mitsubishi F-2
- HAL Tejas
- Shenyang J-11
- Xian JH-7
- Mikoyan MiG-29
- Mikoyan MiG-29M
- Mikoyan MiG-35